# Eduardo Figueiredo da Cruz
Eduardo Figueiredo da Cruz, noto anche con lo pseudonimo di Índio (Curitiba, 6 dicembre 2000), è un calciatore brasiliano, attaccante del Kamatamare Sanuki.

## Caratteristiche tecniche
È un'ala destra.

## Carriera
Cresciuto nel settore giovanile del Goiás, debutta in prima squadra il 22 dicembre 2020 giocando l'incontro di Série A perso 2-1 contro il Corinthians.

## Statistiche
Statistiche aggiornate al 27 maggio 2023.

### Presenze e reti nei club
| Stagione        | Squadra         | Campionato      | Campionato | Campionato | Coppe nazionali | Coppe nazionali | Coppe nazionali | Coppe continentali | Coppe continentali | Coppe continentali | Altre coppe | Altre coppe | Altre coppe | Totale | Totale | Totale |
| Stagione        | Squadra         | Comp            | Pres       | Reti       | Comp            | Pres            | Reti            | Comp               | Pres               | Reti               | Comp        | Pres        | Reti        | Pres   | Reti   |        |
| --------------- | --------------- | --------------- | ---------- | ---------- | --------------- | --------------- | --------------- | ------------------ | ------------------ | ------------------ | ----------- | ----------- | ----------- | ------ | ------ | ------ |
| 2020            | Goiás           | PD/GO+A         | 2+12       | 0+1        | CB              | 0               | 0               |                    | -                  | -                  |             | -           | -           | 14     | 1      |        |
| 2021            | Goiás           | PD/GO+A         | 12+1       | 0          | CB              | 1               | 0               |                    | -                  | -                  |             | -           | -           | 14     | 0      |        |
| 2022            | Goiás           | PD/GO           | 4          | 0          | CB              | 0               | 0               |                    | -                  | -                  |             | -           | -           | 4      | 0      |        |
| Totale Goiás    | Totale Goiás    | Totale Goiás    | 31         | 1          |                 | 1               | 0               |                    | -                  | -                  |             | -           | -           | 42     | 1      |        |
| 2022            | Betim Futebol   | M2/MG           | 5          | 0          |                 | -               | -               |                    | -                  | -                  |             | -           | -           | 5      | 0      |        |
| 2022            | Figueirense     |                 | -          | -          |                 | -               | -               |                    | -                  | -                  | CSC         | 4           | 0           | 4      | 0      |        |
| 2023            | Sergipe         | A1/SE           | 5          | 0          | CB              | 0               | 0               |                    | -                  | -                  | CdN         | 5           | 0           | 10     | 0      |        |
| Totale carriera | Totale carriera | Totale carriera | 41         | 1          |                 | 1               | 0               |                    | -                  | -                  |             | 9           | 0           | 51     | 1      |        |